# Zilli (Nkoteng)
Pour les articles homonymes, voir Zilli (homonymie).
Zilli (ou Zili) est un village du Cameroun, situé dans l'arrondissement (commune) de Nkoteng, le département de la Haute-Sanaga et la région du Centre, sur la route qui relie Yaoundé à Bertoua.

## Population
En 1963, Zilli comptait 259 habitants, principalement des Badjia. Lors du recensement de 2005, on y a dénombré 518 personnes.

## Infrastructures
Zilli dispose d'une école adventiste.